# Christoph von Lattermann

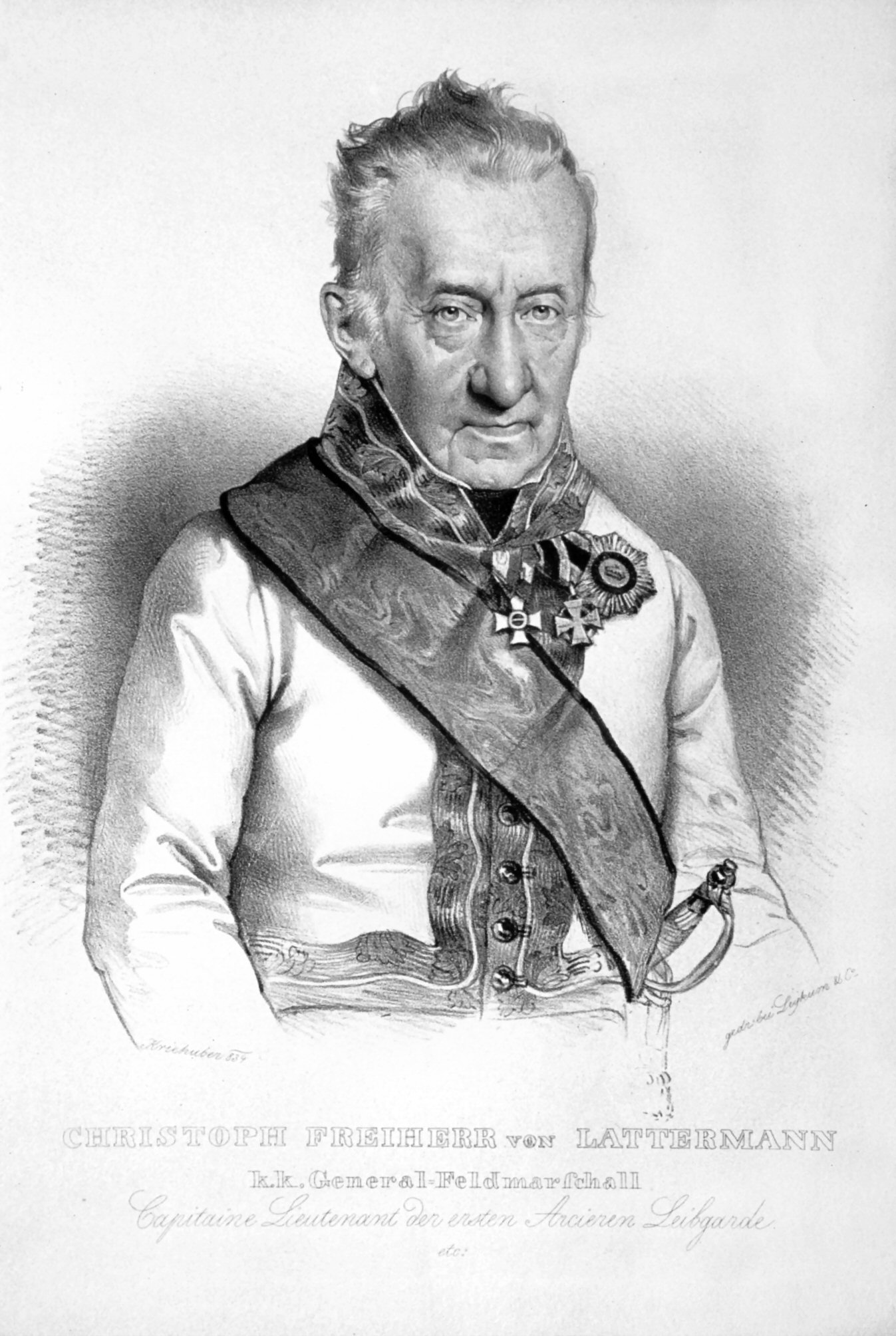
Christoph Freiherr von Lattermann, Lithographie von Josef Kriehuber, 1834

Christoph Freiherr von Lattermann (* 14. Juli 1753 in Olmütz; † 5. Oktober 1835 in Wien) war ein kaiserlich-königlicher Feldmarschall.

## Leben
Als Sohn eines Feldmarschallleutnants wurde er schon früh auf den Soldatenberuf vorbereitet und trat bereits mit 13 Jahren als Kadett in die kaiserliche Armee ein. In zehn Jahren avancierte er zum Hauptmann. 1778/79 im bayerischen Erbfolgekrieg zeichnete er sich aus. 1789 gelang ihm als Major eines Pontonierbataillons, während der Belagerung von Belgrad unter widrigen Umständen fünf Brücken über die Donau und Save zu schlagen. 1793 kämpfte er mit Bravour am Rhein und wurde 1794 zum Oberst und Kommandeur des Infanterie-Regiments No. 3 befördert. 1797 übernahm er als Generalmajor das Kommando einer Brigade in Italien.
Für seine Leistungen im Gefecht bei Verona erhielt er am 7. Juli 1799 das Ritterkreuz des Maria-Theresien-Ordens. Unter dem Oberbefehl von Michael von Melas führte er am 4. November 1799 eine Division in der Schlacht bei Genola. In der Schlacht bei Marengo (Juni 1800) wird er schwer verwundet, so dass weiterer Dienst im Felde unmöglich wurde.
1805 trat er als Feldmarschalleutnant in den Ruhestand. Bereits 1805 wird er zum Interims-Kommandanten von Böhmen, im März 1809 der vereinigten Grenzbezirke (Karlstädter-Warasdiner Banal-Generalat) ernannt. In diesem Jahr erfolgte auch die Ernennung zum Hofkriegsrat, 1810 die zum Geheimrat. 1813 wird er zum Feldzeugmeister und provisorischen  Zivil- und Militärgouverneur von Illyrien bestellt. 1814 und 1818–1833 übernimmt er das Präsidium des Militär-Appellationsgerichts. Dazwischen erfolgte 1815 die Berufung zum kommandierenden General in Venetien. 1826 wird er zum Kapitänleutnant der Arcièren-Leibgarde ernannt. Mit dem Titel eines Feldmarschalls geht er im Jahre 1833 in Pension.

### Familie
Seine Eltern waren der Feldmarschall-Leutnant Franz von Lattermann (1716–1806) und dessen erste Ehefrau Anna Maria Freiin von Wittorf und Lüdersdorf und Hornburg († 1763). Er selbst war mit der Gräfin Anna Maria von Welsersheim verheiratet. Die Ehe blieb kinderlos.